# 大田村 (大分県)
大田村（おおたむら）は、かつて大分県の西国東郡にあった村である。
2005年10月1日に杵築市および速見郡山香町と対等合併し、新市制による杵築市となり消滅した。

## 地理
国東半島の中央内陸部に位置した。

## 歴史
- 1954年10月1日 - 朝田村・田原村が合併し、大田村が発足。
- 2005年10月1日 - 杵築市・山香町と対等合併し、改めて杵築市となり消滅。

## 産業

### 農林水産業
平松守彦元大分県知事が提唱した「一村一品運動」により、次の生産品がある。

#### 一村一品
- 豊後牛
- よもぎ茶
- すもも

## 地域

### 教育

#### 高等学校
- 大分県立高田高等学校田原分校

#### 中学校
- 大田村立大田中学校

#### 小学校
- 大田村立朝田小学校
- 大田村立田原小学校
  - 小野分校

## 交通
空港・鉄道路線はなし。
- 最寄り空港は大分空港。
- 最寄り鉄道駅は中山香駅（ただし村から同駅へのバス路線はない）。

※バス利用の場合は大田村 → 豊後高田 → 宇佐駅のルート。豊後高田で乗り換え。

### バス路線
- 大分交通グループ（大分交通・国東観光バス）
  - 豊後高田市 - 大田村

### 道路
- 高速道路なし（最寄りインターチェンジは大分空港道路杵築インターチェンジ）。
- 一般国道なし。

#### 県道
- 大分県道31号山香国見線
- 大分県道34号豊後高田安岐線

## 名所・旧跡・観光スポット・祭事・催事

### 名所・旧跡
- 白鬚田原神社

### 祭事
- どぶろく祭り：10月17日・10月18日（白鬚田原神社）